# Bartłomiej Macieja
Bartłomiej Macieja (né à Varsovie le 4 octobre 1977) est un grand maître polonais du jeu d'échecs.
En 1994, il remporte le championnat national des moins de 18 ans, et le championnat national en 2004 et 2009.
En 1995, il est le vainqueur à Zlín et en 1996 à Budapest. Il est 1er ex æquo avec Liviu-Dieter Nisipeanu, Vlastimil Babula et Zoltán Almási au tournoi zonal de Krynica en 1998. Il s'est qualifié à quatre reprises pour la phase finale du championnat du monde de la Fédération internationale des échecs : à Las Vegas 1999, New Delhi 2000, Moscou 2001 et Tripoli 2004. En 2000, il élimine Jonathan Speelman, Michał Krasenkow, et Alexander Beliavski mais échoue au 4e tour contre Viswanathan Anand.
Macieja remporte le Championnat d'Europe d'échecs individuel à Batoumi en 2002 et finit 2e ex æquo avec Viktor Kortchnoï et derrière Alexeï Chirov à Reykjavik en 2003. Ses résultats à Solsones en Espagne et à Stepanakert, Haut-Karabagh sont décevants.
Il a été vice-champion d'Europe par équipe en 1997, 1999, 2001, 2003 et 2005.
Il a défendu les couleurs de la Pologne au cours de cinq Olympiades d'échecs :
- en 1998, au 3e échiquier à Elista (+3 -1 =6),
- en 2000, au 3e échiquier à Istanbul (+3 -1 =6),
- en 2002, au 2e échiquier à Bled (+1 -0 =10),
- en 2004, au 1er échiquier à Calviá (+4 -3 =5),
- en 2006, au 2e échiquier à Turin (+1 -2 =5).

Il s'est vu attribuer le titre de maître international en 1996 et celui de grand maître international en 1999.
Au 1er septembre 2010, il est le 91e joueur mondial avec un classement Elo de 2 651 points.